# Embalse de Vadomojón
El embalse de Vadomojón es un pantano situado entre los municipios de Baena (Córdoba) y Alcaudete (Jaén) que constituye un entorno de especial importancia para las comarcas colindantes. Divide los caminos rurales de la Vía Verde de la Subbética y la Vía Verde del Aceite. Pertenece a la Confederación Hidrográfica del Guadalquivir.
Este embalse cuenta con una capacidad de 163 hm³ y 782 ha, y es uno de los más importantes de la cuenca del Guadalquivir. Se surte del río Guadajoz. 

## Historia
La construcción del embalse comenzó en 1993, quedando las obras terminadas en 1997. El 26 de noviembre de 1999 fue inaugurado oficialmente por el entonces ministro de Trabajo Manuel Pimentel acompañado por el secretario de Estado de Agua y Costas Benigno Blanco. Desde su construcción, este elemento de almacenamiento controla los riesgos de inundación que históricamente ha producido el río Guadajoz en los diferentes municipios que atraviesa, y además ofrece la posibilidad de que gracias al agua almacenada se destine una zona de la vega al regadío.
En abril de 2013 se rehabilitó una antigua nave, cedida previamente al Ayuntamiento de Baena por la CHG, para ser sede del Club Náutico de Albendín con control de acceso, además de abrirse una zona recreacional con merenderos y un embarcadero para lanchas y botes. Se espera que la zona sea accesible al baño. En junio de 2015 terminó de construirse una central hidroeléctrica que, con una potencia de 2.725 megavatios, da suministro a la pedanía de Albendín y genera energía para más de 1.200 familias. El presupuesto para la obra fueron 4,3 millones de euros.

## Fauna y flora
A pesar incluso de su reciente construcción, esta zona húmeda alberga una gran cantidad de fauna. Prestando una especial importancia a la acumulación de aves como flamencos y garzas reales, y otras aves de la familia de los patos. 
Y tampoco podemos dejar atrás la gran variedad de peces que se acumulan en estas aguas. Y es debido a esto por lo que se han celebrado importantes concursos de pesca, afición que ha actuado como atrayente hacia una gran cantidad de personas interesadas en este arte.